# Феаген Фиванский
Феаген (др.-греч. Θεαγένης) — фиванский военачальник IV века до н. э.

## Биография
Феаген был командиром у фиванцев, занимавших правый фланг объединённого греческого войска в битве при Херонее, произошедшей в 338 году до н. э. По мнению Холода М. М., Г. Парка, Феаген возглавлял Священный отряд. По оценке К. Беккера, Филлип II далеко превосходил как воинским талантом, так и боевым опытом, и Феагена, и афинского военачальника Стратокла.
По словам Динарха, Феаген изменил своим соотечественникам и за взятку сотрудничал с македонским царём. Согласно же свидетельства Плутарха, передавшего историю сестры Феагена Тимоклеи, её брат погиб во время битвы «воодушевлённый теми же чувствами любви к родине, что Эпаминонд, Пелопид и другие выдающиеся мужи». Незадолго до своей гибели Феаген одержал вверх над противостоящим ему вражеским отрядом и обратил неприятеля в бегство. На вопрос одного из македонских воинов, спросившего, как долго он будет их преследовать, Феаген ответил: «До самой Македонии».